# Литенчице
Литенчице (чеш. Litenčice) је насељено мјесто са административним статусом варошице (чеш. městys) у округу Кромјержиж, у Злинском крају, Чешка Република.

## Становништво
Према подацима о броју становника из 2014. године насеље је имало 515 становника.